# پیر گلرنگ
شیخ محمود عطار مرید شیخ عبدالسلام مرید فخر الدین احمد فرزند روزبهان بقلی فسایی مشهور به گلرنگ (به دلیل سرخی گونه هایش) که در جامع عتیق شیراز مجلس داشته همان پیر گلرنگ مورد اشاره در اشعار حافظ می‌باشد .
(پیر گلرنگ من اندر حق ازرق پوشان
رخصت خبث نداد ارنه حکایت ها بود)
حافظ به جای اینکه بگوید شراب ،می گوید،پیر گلرنگ من،و آنها که مقصود اورا در نیافته اند سعی کرده اند داستان هایی بسازند و پیر و مرشدی به نام گلرنگ در زندگی حافظ جعل کنند،اما حقیقت این است که در زبان هنری او، پیر گلرنگ همان شراب است که به اعتبار کهنگی، پیر است و به اعتبار سرخی، گلرنگ.(موسیقی شعر، دکتر محمدرضا شفیعی کدکنی،نشر آگه صفحه ۲۷ و ۲۸)